# Saturn Bomberman Fight!!
Saturn Bomberman Fight!! (サターンボンバーマン ファイト！！, Satān Bonbāman Faito!!) est un jeu vidéo de la série Bomberman par Hudson Soft en 1997 exclusivement sur Sega Saturn. Il s'agit du second jeu Bomberman à être publié sur Saturn après Saturn Bomberman. Les arènes sont réalisées en trois dimensions en vue isométrique, contrairement aux épisodes précédents. 
Le gameplay est similaire aux anciens jeux Bomberman avec pour principal objectif de vaincre les adversaires avec des bombes. Les petits Bomberman ont la possibilité de sauter par-dessus des bombes et des murs en train d'exploser à l'aide du bouton du double saut, permettant aux joueurs de gagner de la hauteur supplémentaire pour éviter d'être embarqué dans une explosion. Le joueur possède une barre de point de vie ainsi qu'une barre pour le niveau de puissance des bombes. Lorsque la barre atteint son maximum, le joueur peut alors utiliser la grosse bombe qui explosera dans un rayon de souffle important et causera des dégâts importants,. Les personnages du jeu possèdent des caractéristiques différentes telles que la puissance du lancer de bombe ou encore la rapidité.